# Anopheles leesoni
Anopheles leesoni este o specie de țânțari din genul Anopheles, descrisă de Evans în anul 1931. Conform Catalogue of Life specia Anopheles leesoni nu are subspecii cunoscute.